# Benthamia macra
Benthamia macra är en orkidéart som beskrevs av Rudolf Schlechter. Benthamia macra ingår i släktet Benthamia och familjen orkidéer. Inga underarter finns listade i Catalogue of Life.